# Sancho V di Guascogna
Sancho Sanchez (spagnolo Sancho Sánchez, basco Antso Antsoren, francese Sanche Sances, e guascone Sans Sancion; ... – 961) fu duca di Guascogna, dal 955 circa alla sua morte.

## Origine
Figlio secondogenito del duca di Guascogna Sancho IV e della moglie di cui non si conoscono né il nome né gli ascendenti.
Sancho IV di Guascogna, secondo la Genealogia Comitum Guasconiæ era il figlio primogenito del duca di Guascogna Garcia II le Courbé (il Gobbo) e della moglie, Amuna (citata nel documento n° XXIII della Gallia Christiana tome I, Instrumenta, datato904), figlia del conte Guglielmo I di Bordeaux. Anche nel codice di Roda, Sancho è citato, assieme ai fratelli, Guglielmo e Arnoldo e le sorelle, Andregoto e Arcibella, come figlio di Garcia II e della moglie (di cui non è precisato il nome).

## Biografia
L'origine di Sancho viene confermata, sia dalla Genealogia Comitum Guasconiæ, che dalla Ex Historia Abbatiæ Condomensis ed anche dal Cartulaire de Auch, come ci riferisce lo storico medievale francese, Christian Settipani.
Di Sancho si hanno scarse notizie. 
Succedette al padre dopo il 950 e prima del 961, molto probabilmente verso il 955, pur essendo il secondogenito, in quanto il primogenito, Garcia, era morto bambino. Che Sancho V succedette al padre è confermato anche dalla Ex Historia Abbatiæ Condomensis.
Sancho, secondo il codice di Roda, morì, nel 961, senza lasciare eredi.
Gli successe il fratello, terzogenito, Guglielmo, come ci viene confermato dalla Ex Historia Abbatiæ Condomensis.
Nella sua Histoire de Gascogne, Tome I, l'abate J.J. Monlezum, conferma le poche notizie che riguardano Sancho V, ma riferisce che secondo il Cartulaire de Auch, sia Sancho V, che il fratello, Guglielmo, erano figli naturali di Sancho IV.

## Discendenza
Non si hanno notizie di alcuna moglie.
Di Sancho non si conosce alcuna discendenza, come ci viene confermato anche dal codice di Roda e dalla Ex Historia Abbatiæ Condomensis.

### Fonti primarie
- (LA)  Rerum Gallicarum et Francicarum Scriptires, tomus XII.
- (LA)  Rerum Gallicarum et Francicarum Scriptires, tomus XI.
- (LA)  Gallia Christiana tome I, Instrumenta.

### Letteratura storiografica
- René Poupardin, "Ludovico il Pio", cap. XVIII, vol. II (L'espansione islamica e la nascita dell'Europa feudale) della Storia del Mondo Medievale, pp. 558–582.
- (FR)  Histoire de Gascogne, Tome I.
- (ES, LA)  Textos navarros del códice de Roda[collegamento interrotto].